# Macropora septispinosa
Macropora septispinosa is een mosdiertjessoort uit de familie van de Macroporidae. De wetenschappelijke naam van de soort is voor het eerst geldig gepubliceerd in 2008 door Gordon & Taylor.